# Миранда-и-Гомес, Мигель Дарио
Мигель Дарио Миранда-и-Гомес (исп. Miguel Darío Miranda y Gómez; 19 декабря 1895, Леон, Мексика — 15 марта 1986, там же) — мексиканский кардинал. Епископ Тулансинго с 1 октября 1937 по 20 декабря 1955. Титулярный архиепископ Селимбрии и коадъютор Мехико с 20 декабря 1955 по 28 июня 1956. Архиепископ Мехико и примас Мексики с 28 июня 1956 по 19 июля 1977. Кардинал-священник с титулом церкви Ностра-Синьора-ди-Гвадалупе-а-Монте-Марио с 28 апреля 1969. 